# Typhlodromus beskaravainyi
Typhlodromus beskaravainyi är en spindeldjursart som först beskrevs av Kuznetsov 1984.  Typhlodromus beskaravainyi ingår i släktet Typhlodromus och familjen Phytoseiidae. Inga underarter finns listade i Catalogue of Life.